# Liste der Biografien/Chah
Liste der Biografien |
Portal Biografien |
Personensuche
# |
A |
B |
C |
D |
E |
F |
G |
H |
I |
J |
K |
L |
M |
N |
O |
P |
Q |
R |
S |
T |
U |
V |
W |
X |
Y |
Z |
?
 
Ca |
Cb |
Cc |
Ce |
Ch |
Ci |
Cj |
Ck |
Cl |
Cm |
Cn |
Co |
Cr |
Cs |
Ct |
Cu |
Cv |
Cw |
Cy |
Cz
 
Cha |
Chb |
Che |
Chh |
Chi |
Chk |
Chl |
Chm |
Chn |
Cho |
Chr |
Cht |
Chu |
Chv |
Chw |
Chy
 
Chaa |
Chab |
Chac |
Chad |
Chae |
Chaf |
Chag |
Chah |
Chai |
Chaj |
Chak |
Chal |
Cham |
Chan |
Chao |
Chap |
Chaq |
Char |
Chas |
Chat |
Chau |
Chav |
Chaw |
Chay |
Chaz
Die Liste der Biografien führt alle Personen auf, die in der deutschsprachigen Wikipedia einen Artikel haben. Dieses ist eine Teilliste mit 25 Einträgen von Personen, deren Namen mit den Buchstaben „Chah“ beginnt.

## Chah
- Chah, Ajahn (1918–1992), buddhistischer Mönch

### Chaha
- Chahal, Yuzvendra (* 1990), indischer Cricketspieler

### Chahd
- Chahda, Denys Antoine (* 1946), syrisch-katholischer Erzbischof von Aleppo

### Chahe
- Chahechouhe, Aatif (* 1986), französisch-marokkanischer Fußballspieler
- Chahed, Nadia (* 1988), deutsch-tunesische Schwimmerin
- Chahed, Sarah (* 1988), deutsch-tunesische Schwimmerin
- Chahed, Sofian (* 1983), tunesisch-deutscher Fußballspieler
- Chahed, Sofien (* 1989), deutsch-tunesischer Fußballspieler
- Chahed, Tarek (* 1996), deutscher Fußballspieler
- Chahed, Youssef (* 1975), tunesischer Politiker

### Chahi
- Chahi, Éric (* 1967), französischer Computerspieldesigner
- Chahidi, Paul (* 1969), britischer Schauspieler iranischer Herkunft
- Chahil, Satjiv S. (* 1950), indischer Manager
- Chahim, Mohammed (* 1985), niederländischer Politiker
- Chahin, Barakat (* 1946), syrischer Unternehmer
- Chahin, Rami (* 1975), syrisch-deutscher Komponist, Theoretiker und Musikwissenschaftler
- Chahine, Edgar (1874–1947), französischer Maler, Radierer und Illustrator armenischer Abstammung
- Chahine, Khalil (* 1956), französischer Jazz- und Fusionmusiker (Gitarre, Komposition)
- Chahine, Momo (* 1996), deutscher Sänger, Social-Media-Teilnehmer und Reality-TV-Teilnehmer
- Chahine, Youssef (1926–2008), ägyptischer Filmregisseur

### Chahj
- Chahjouei, Mahdi (* 1989), iranischer Fußballspieler
- Chahjouei, Saeid (* 1986), iranischer Fußballspieler

### Chaho
- Chahoud, Randa (* 1975), deutsche Regisseurin, Autorin, Produzentin und KamerafrauRanda Chahoud (* 1975)

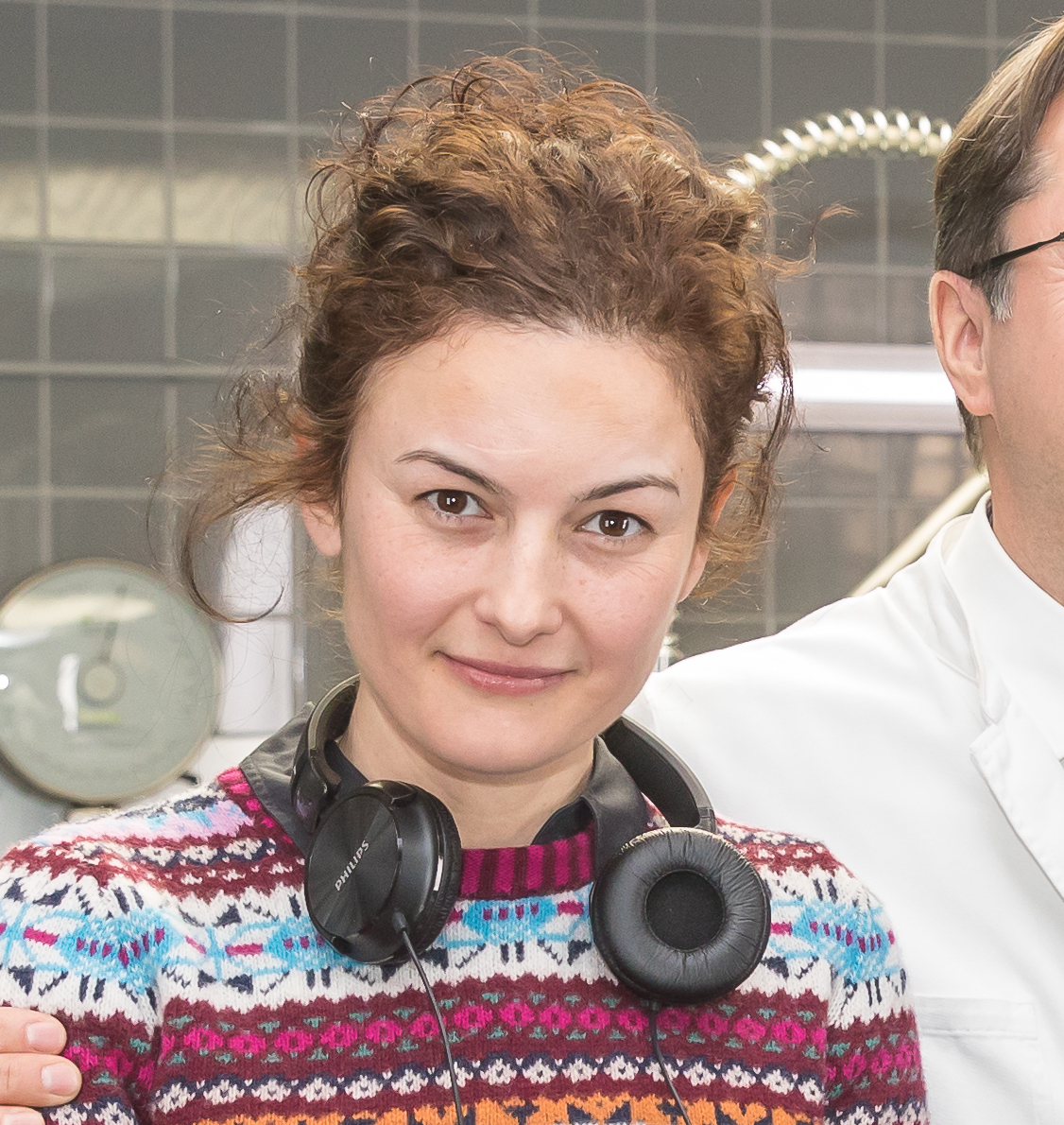
Randa Chahoud (* 1975)

### Chahr
- Chahrour, Mohamed (* 1993), deutsch-libanesischer Komponist, Musikproduzent und Schauspieler

### Chahu
- Chahuán, Francisco (* 1971), chilenischer Anwalt und Politiker der Renovación Nacional (RN)